# تشاونسي ستيل الثالث
تشاونسي ستيل الثالث (بالإنجليزية: Chauncey Steele III)‏ هو لاعب كرة مضرب أمريكي، ولد في 16 فبراير 1944 في كاليفورنيا في الولايات المتحدة.

## وصلات خارجية
- تشاونسي ستيل الثالث على موقع رابطة محترفي التنس (الإنجليزية)
- تشاونسي ستيل الثالث على موقع الاتحاد الدولي لكرة المضرب (الإنجليزية)
- تشاونسي ستيل الثالث على موقع بطولة ويمبلدون (الإنجليزية)